# Albert Eschenmoser
Albert Eschenmoser, född 5 augusti 1925 i Erstfeld i Uri, död 14 juli 2023, var en schweizisk kemist.
Eschenmoser studerade vid Eidgenössische Technische Hochschule Zürich (ETH), där han 1949 tog examen (Dipl.sc.nat., motsvarande magisterexamen) och 1951 doktorerade (D.Sci.) med nobelpristagaren Lavoslav Ružička som handledare. 1956 blev han docent i organisk kemi vid ETH, 1960 e.o. professor, och 1965 ordinarie professor i allmän organisk kemi vid ETH. Sedan 1992 var han professor emeritus. Han var också verksam på deltid vid The Scripps Research Institute, och deras Skaggs Institute for Chemical Biology faculty på deltid från 1996 till 2009.
Hans forskning tillsammans med Ružička gav viktiga insikter i biosyntes av steroider. Under 1960-talet påbörjade han, tillsammans med Robert Burns Woodward vid Harvard University, arbete med att syntetisera vitamin B12, den mest komplicerade naturprodukt som dittills syntetiserats. Arbetet var slutfört 1973 och räknas som en milstolpe inom organisk kemi.
Eschenmosers forskning ledde till flera namnreaktioner: Eschenmoserfragmentering, Eschenmosers sulfidkontraktion, Eschenmoser-Claisenomlagring (en variant av Claisenomlagring) samt Eschenmosers salt, ett reagens för dimetylaminometylering.
Eschenmoser tilldelades Davymedaljen 1978 och Wolfpriset i kemi 1986, tillsammans med Elias James Corey. 2008 tilldelades han Benjamin Franklin-medaljen.